# Leptostylopsis cristatus
Leptostylopsis cristatus är en skalbaggsart som först beskrevs av Fisher 1925.  Leptostylopsis cristatus ingår i släktet Leptostylopsis och familjen långhorningar. Inga underarter finns listade i Catalogue of Life.